# ريوكو ميكاوا
ريوكو ميكاوا ( باليابانية : 前川 涼子 يُنطق باليابانية : ميكاوا ريوكو ) هي من مواليد 6 أغسطس فصيلة دمها بي تسكن في محافظة كاناجاوا في اليابان و أشتهرت بكونها مؤدية صوتية ومغنية . 

## الحياة المهنية
إرتادت ريوكو جامعة ساغامي للسيدات . و دخلت قسم الإدارة الاجتماعية بكلية الدراسات الإنسانية والاجتماعية . تخرج في أكاديمية الدراسات الصوتية  .  و في عام 2014 إنضمت إلي شركة أتوميك مونكي .

## الحياة الشخصية
نشأت ريوكو ميكاوا في أسرة يابانية مهتمة بمجال التأليف حيث أن والدها هو أتسوشي ميكاوا كاتب السيناريوهات الشهير مثل ماهو سينتاي ماغيرانجر الذي بني عليه المسلسل الأمريكي الشهير باور ريجنز القوة الغامضة و الذي تزامن في عرضه مع المسلسل الياباني في 2005 و باكوغان و غيرها .  و يعد المذيع شوهي تاجوشى مقدم برنامج علي الراديو سينباي لها في المدرسة الثانوية . و من هوايات ريوكو ومهاراتها الخاصة هي المنافسة في الكاروتا ، ومشاهدة الآيدولز الإناث و متابعة أخبارهن علي التلفاز و الإنترنت ، ولعب الكرة الطائرة و بالإضافة لكل هذا تمتاز بالكاريزما و الشعبية بين بني جنسها من اليابانين و لها معجبين و معجبات كثر في اليابان و خارج اليابان .

## أعمالها

### الأنمي
- فيري تيل (كومودو , نوريكوميين , تومومان)
- كذبتك في أبريل (شخصية ثانوية )
- رقصة نصل الإليمنترس (فرسان سيفيلد)
- غون (بوو و شخصيات ثانوية أُخري)
- ملفات قضية كانداتشي أر ( ممرضة )
- المعلم الأوتاكو (الطالب أ )
- هاي سكول دي اكس دي (بهُون / بيدق )
- الفُسيفساء الذهبية (شخصية ثانوية)
- المحقق كونان ( المراءة الزومبي )
- يوغي يو أرك في ( سايا ساساياما )
- أنا ساكاموتو (فتيات صغيرات)

## روابط خارجية
- ريوكو ميكاوا على موقع ميوزك برينز (الإنجليزية)
- * البيانات الخاصة بالمؤديين الصوتيين لمؤسسة أتوميك مونكي (باليابانية)
- ryokonekousagi على تويتر. (باليابانية)
- مدونة ريوكو ماكاوا (باليابانية)